# Gao Huan
Gao Huan (en chino: 高欢; 20 de enero de 1990) es un deportista chino que compitió en bádminton. En los Juegos Asiáticos de 2014 consiguió una medalla de plata en la prueba de equipo.

## Palmarés internacional
| Juegos Asiáticos | Juegos Asiáticos        | Juegos Asiáticos | Juegos Asiáticos |
| Año              | Lugar                   | Medalla          | Prueba           |
| ---------------- | ----------------------- | ---------------- | ---------------- |
| 2014             | Incheon (Corea del Sur) | Medalla de plata | Equipo           |